# 경기도부천학생수영장
경기도부천학생수영장(京畿道富川學生水泳場)은 각급학교 학생의 수영기능 향상을 꾀하고, 우수선수 양성을 위하여 경기도교육청 산하에 설치된 소속기관이다.